# Cheumatopsyche lasia
Cheumatopsyche lasia är en nattsländeart som beskrevs av Ross 1938. Cheumatopsyche lasia ingår i släktet Cheumatopsyche och familjen ryssjenattsländor. Inga underarter finns listade i Catalogue of Life.